# KIF Örebro DFF
Pour les articles homonymes, voir Kif.
Maillots
Actualités
Le Karlslunds Idrottförening Örebro Damfotbollsförening, plus connu sous le nom de KIF Örebro DFF est un club suédois de football féminin fondé en 1980 et basé à Örebro. Le club évolue lors de la saison 2011 en Damallsvenskan (première division suédoise).
Le KIF Örebro DFF évolue à la Behrn Arena. Le club a remporté une Coupe de Suède en 2010.

## Palmarès
- Coupe de Suède (1)
  - Vainqueur : 2010.

- Supercoupe de Suède
  - Finaliste : 2011.

## Joueuses notables
- Kristine Lilly
- Kate Markgraf
- Christie Welsh
- Sarah Michael
- Pavlina Scasna